# Francesco Morosini
Francesco Morosini, anche noto come il Peloponnesiaco (Venezia, 26 febbraio 1619 – Nauplia, 6 gennaio 1694), è stato il 108º doge della Repubblica di Venezia dal 3 aprile 1688 fino alla sua morte.

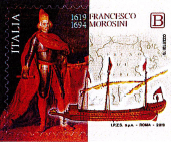
Francobollo commemorativo raffigurante Francesco Morosini, Poste Italiane 2019

Fu nominato quattro volte capitano generale da Mar e successivamente doge. L'11 agosto 1687, per i meriti ottenuti sul campo di battaglia, ottenne un monumento in bronzo dal Senato veneziano (unico nella storia della Repubblica di Venezia a ottenere tale onore mentre era ancora vivo), posto all'interno dell'armeria del Consiglio dei Dieci nel Palazzo Ducale, e il titolo di Peloponnesiaco. L'iscrizione sotto al busto riportava: "Il Senato a Francesco Morosini, il Peloponnesiaco, ancora in vita" (Francisco Mauroceno Peloponesiaco, adhuc viventi Senatus).

## Biografia

### Infanzia ed educazione
Apparteneva alla famiglia dalla Banda (d'azzurro) con palazzo in campo Santa Marina, i cui membri erano chiamati "Sguardolini" perché rossi di capelli. Figlio di Pietro e di Maria Morosini, la sua vita, secondo le cronache dell'epoca, fu sconvolta in tenerissima età dalla morte della madre in circostanze molto sospette (annegò nel tentativo di salvare il marito caduto in acqua), che fecero a lungo sospettare dell'innocenza del genitore.
Le indagini non condussero a nulla e il caso venne chiuso, ma forse questo episodio e il successivo rapporto difficile con la nuova matrigna Laura Priuli fecero nascere in lui uno spirito ribelle e militaresco. Con il secondo matrimonio, nella dote vi era il Palazzo di Campo Santo Stefano, dove la famiglia si trasferì. Lo studioso Gino Damerini scrisse che il giovane Francesco venne allevato dalla nonna Daniela Badoer: questo non era però possibile, in quanto al momento della nascita di Francesco la nobildonna era già morta.
Tuttavia il legame di parentela gli facilitò sicuramente l'ingresso nella flotta della Repubblica veneziana su una galea comandata dal suo secondo cugino Pietro Badoer, ammiraglio a Candia. Indirizzato a studi classici, si mostrò più interessato a battaglie e strategie, arruolandosi molto presto nelle armate venete. Troppo preso dalle armi, non si sposò mai. Aveva due fratelli e un fratellastro.

### Carriera militare

#### Guerra di Candia (1645 - 1669)
Giovane marinaio durante gli anni trenta del secolo, furono lo scoppio della guerra contro i turchi nel 1644 e la notevole fortuna della sua famiglia che gli permisero di dar sfogo ai suoi istinti e alle sue capacità in modo completo. Aveva una grande passione per le galeazze e per i fanti da Mar, che usò spesso in battaglia. Al termine dell'assedio di Candia, perduta quasi interamente l'isola di Creta, rimase ai veneziani solo una città, Candia, la capitale, che venne prontamente assediata dai nemici. Nominato comandante delle forze terrestri della città, per ben due volte (1646-1661 e 1667-1669) riuscì a galvanizzare le sue truppe a tal punto da riuscire a farle resistere per ben 23 anni.
Le spaventose battaglie ridussero la città a un cumulo di macerie e riempirono i cimiteri militari dell'isola (tra i veneziani i morti furono circa 10.000, tra i turchi 130.000), senza che la situazione mutasse in modo sostanziale. Nel 1638 partecipò alla battaglia di Valona, dove i veneziani distrussero la flotta dei pirati algerini e tunisini e la fortezza di Valona.
Nel 1647 forzò il porto di Chio, dove erano attraccate 80 galere ottomane, 5 vascelli algerini e 5 navi mercantili maone. Morosini fece cannoneggiare le navi e mandò un contingente a terra che riuscì a distruggere la batteria di difesa. Successivamente attaccò il porto di Çeşme, dove incendiò un'intera flotta di navi leggere da combattimento.
Il 6 settembre 1669, vista l'oggettiva impossibilità di proseguire la resistenza, il Morosini firmò la pace con il nemico e cedette la città, ormai abitata da poche migliaia di persone.
Per via della strenua resistenza di Candia, i veneziani ottennero una pace a condizioni onorevoli: i superstiti poterono abbandonare la città con l'onore delle armi e delle bandiere e mantenere la loro artiglieria; la Repubblica, dietro pagamento di una somma in danaro, conservò a Creta le fortezze della Suda, di Spinalonga e Carabusa e ottenne Clissa in Dalmazia.
Infine, i turchi si impegnarono a non entrare nella città se non in capo a 12 giorni, e a lasciar partire liberamente tutti coloro che lo volevano.
Morosini riusci a salvare quello che restava dell'esercito, l'archivio (che ora si trova nella basilica dei Frari) e l'icona della chiesa di San Tito (che si trova nella basilica di Santa Maria della Salute). La sua eccessiva autonomia (e un uso disinvolto del denaro pubblico) gli costò un processo nel 1670 per insubordinazione e appropriazione indebita, da cui, però, uscì scagionato. Con la fine della guerra e la relativa calma che ne seguì, venne trasferito per qualche tempo in Friuli.

#### Guerra di Morea (1684 - 1699)
Pareva l'inizio del suo congedo, dopo una gioventù piena di successi e privilegi, ma la Repubblica, pur prostrata economicamente e militarmente, non accettando il trattato del 1669, colse al balzo l'occasione offerta dall'entrata in guerra della Turchia contro l'Austria nel 1683 e allestì una flotta per vendicarsi degli affronti subiti. Il Morosini, uno degli ultimi grandi comandanti veneziani, venne subito nominato a capo di essa. Negli anni che seguirono (1683-1687), con una flotta relativamente piccola e con equipaggi di media qualità, riuscì a compiere imprese mirabili, con conquiste di isole e fortezze ritenute imprendibili.

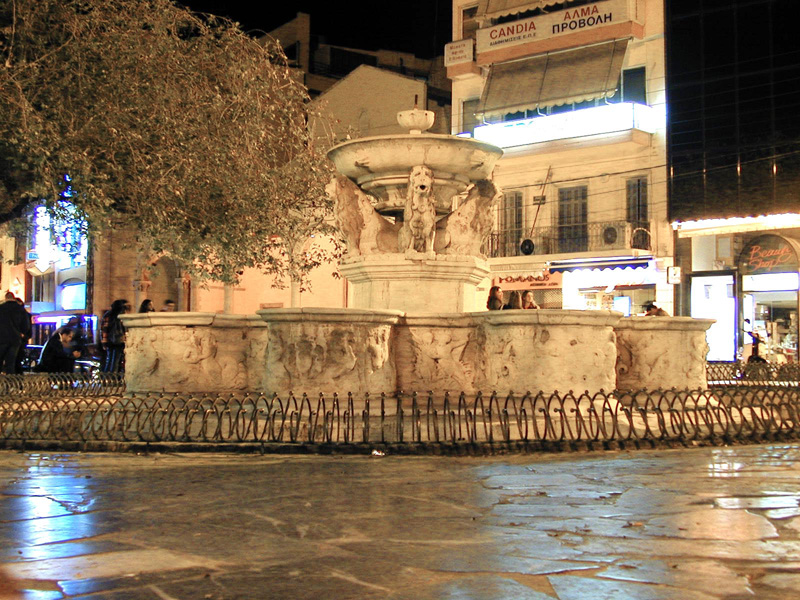
Fontana Morosini a Heraklion, Creta

Vinse a ripetizione e minacciò i cardini dell'Impero turco nel Mar Mediterraneo. Nel 1684 conquistò l'isola di Santa Maura; nel 1685 occupò Corone e la Maina; nel 1686, con il suo luogotenente Königsmarck, uno svedese entrato al servizio della Repubblica, prese Navarino, Modone, Argo, Nauplia; nel 1687 tutto il Peloponneso, che i veneziani chiamavano Morea, salvo Malvasia e Mistrà; poi si impadronì di Patrasso e di Lepanto, di Corinto e di Atene.
Lo stesso anno, quando giunse nello stretto di Patrasso avrebbe voluto riconquistare Eubea (chiamata Negroponte dai veneziani), persa nel 1470. L'isola era la chiave d'accesso del Mar Egeo.
Il Senato veneziano gli ordinò però di conquistare Atene. Morosini ben sapeva che era un'impresa impossibile e inutile, perché gli attaccanti erano circondati in un territorio nemico in mano all'Impero ottomano. Il Senato aveva però dato l'ordine e quindi Morosini lo eseguì. Durante l'assedio di Atene, dalla mattina del 25 settembre fino alla sera del 26, i mortai veneziani spararono continuamente. Alla fine il 26 settembre 1687 verso le sette di sera, un colpo di mortaio della batteria tedesca del Conte di Konigsmark colpì la polveriera ottomana che era stata messa dentro il Partenone, che venne in parte distrutto, uccidendo circa 200-300 persone. Fu in quell'occasione che crollò il tetto del tempio, che fino ad allora era rimasto miracolosamente intatto. Si suol dire del Morosini: Con un sol colpo di mortaio distrusse la polveriera turca.
Dopo tre mesi di assedio i veneziani decisero di lasciare Atene. La successiva pace di Carlowitz sancì la consegna del Peloponneso alla Repubblica di Venezia. Nel 1687 riportò a Venezia come bottino di guerra alcune sculture antiche: le più note sono i Leoni del Pireo, originale d'arte greca considerati allora come immagini di particolare significato simbolico, anche per l'immediata assimilazione al Leone di San Marco; vennero collocati accanto alla Porta da Terra dell'Arsenale, cuore della produzione navale e nucleo della potenza marittima della Repubblica.

### Dogado

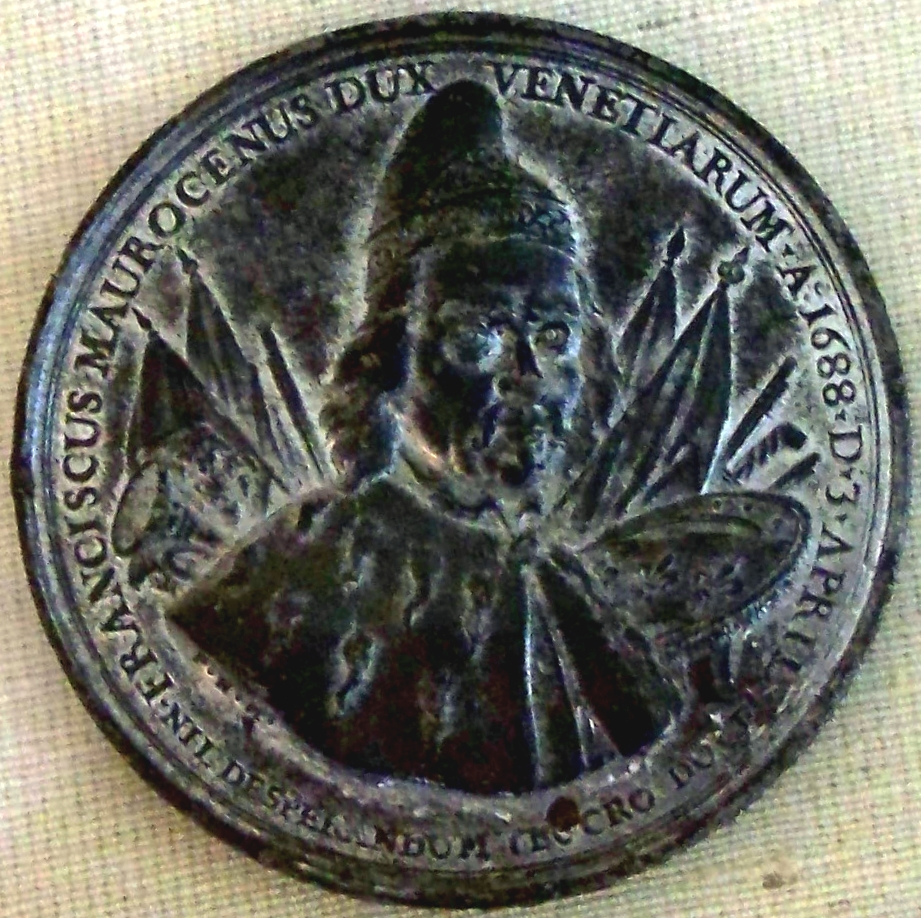
Francesco Morosini, ritratto in una medaglia commemorativa del 1688 per la conquista veneziana della Morea

Rifiutata una candidatura nel 1684, alla morte di Marcantonio Giustinian (23 marzo 1688), il 3 aprile del 1688 venne eletto doge. La notizia gli giunse durante un assedio e, per onorarlo, la sua incoronazione avvenne tra i suoi soldati entusiasti.
Tornato a Venezia solo nel 1691, il Morosini, stanco dopo tante spedizioni, poté godere di trattamenti di favore e privilegi mai concessi in precedenza.
Durante questo periodo si osservò in lui una certa vanità eccessiva, che offuscò un po' la fama di grande uomo che aveva ottenuto con le sue vittorie, fama confermata nel 1689 dal dono dello stocco pontificio da parte del conterraneo papa Alessandro VIII, oggi conservato nel Tesoro di San Marco.

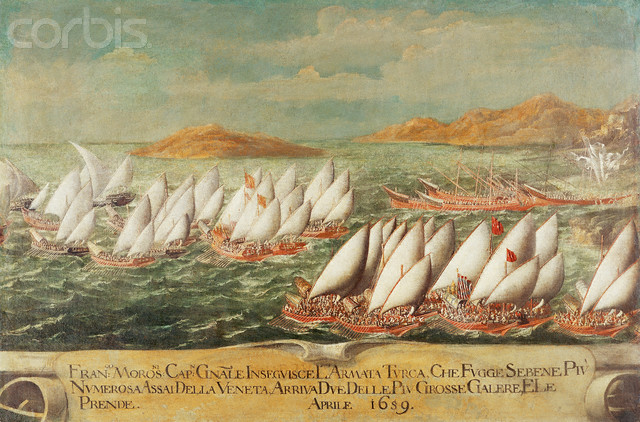
Morosini in battaglia insegue i Turchi

Troppo arrogante per i nobili e i senatori e troppo vanitoso per il popolo, si decise di inviarlo nuovamente alla testa delle sue truppe, visto che i generali che lo avevano sostituito non si erano mostrati all'altezza. Nel maggio 1693 partì da Venezia con la sua flotta tra ali osannanti di folla, e subito si gettò a capofitto in battaglie e assedi, riprendendo a vincere (ben tre battaglie in pochi mesi). Il Morosini però era vecchio, e non riusciva più a reggere il peso fisico e morale d'una spedizione militare.

### Morte
Ammalatosi, venne portato nella città peloponnesiaca di Nauplia, dove morì il 6 gennaio 1694. I suoi organi interni furono sepolti nella chiesa di Sant'Antonio a Nauplia, il suo corpo nella chiesa di Santo Stefano a Venezia. Nel suo testamento lasciò la sua fortuna ai figli dei fratelli, non avendo egli discendenti diretti, solo a patto che chiamassero Francesco tutti i loro figli maschi per sempre, ultimo segno d'una vanità che confinava con l'arroganza.
Il palazzo Morosini Gatterburg di campo Santo Stefano, che era stato ottenuto dalla famiglia Morosini nel 1628 dopo il matrimonio tra Piero Morosini e Paola Priuli, fu venduto - dopo molte vicissitudini seguite alla morte nel 1884 dell'ultima discendente Loredana Morosini Gatterburg - nel 1928 alle Assicurazioni Generali, tuttora (2022) proprietarie.
È stato la sede per anni del Consorzio Venezia Nuova.

## Intitolazioni
- Dopo la sua morte, un grande arco marmoreo fu eretto in suo onore nel Palazzo Ducale, mentre il suo gatto, a cui Morosini era notoriamente affezionatissimo, fu imbalsamato ed è esposto al Museo di Storia Naturale di Venezia.
- Sull'isola di Sant'Elena, nella parte orientale di Venezia, sorge dal 1961 la Scuola navale militare "Francesco Morosini": si tratta di un collegio per liceali, intitolato dalla Marina Militare alla memoria del Doge e condottiero Francesco Morosini.
- Francesco Morosini (sommergibile 1938)
- Francesco Morosini (incrociatore ausiliario)
- Francesco Morosini (S 508) - ex USS Besugo
- Francesco Morosini (P 431) - un pattugliatore polivalente d'altura di nuova costruzione.[8]

## Curiosità
- Nel 2019 Poste Italiane ha emesso un francobollo commemorativo per il IV centenario della nascita: l'immagine riprende un'opera pittorica raffigurante Francesco Morosini e in primo piano un modello in legno di galea, tipica nave da guerra usata nel Mar Mediterraneo dal IX al XVIII secolo, queste due ultime opere sono conservate nel Museo Correr di Venezia.[9]